# 21462 Каренедбал
21462 Каренедбал (21462 Karenedbal) — астероїд головного поясу, відкритий 21 квітня 1998 року.
Тіссеранів параметр щодо Юпітера — 3,496.